# Athlètes paralympiques indépendants aux Jeux paralympiques d'été de 2016
Une équipe d'athlètes indépendants participe aux Jeux paralympiques d'été de 2016 à Rio de Janeiro.
Le Comité international paralympique annonce le 5 août que cette équipe serait constituée, au moins en partie, d'un « petit groupe » d'athlètes handisport ayant le statut de réfugiés (reconnus comme tels par le Haut Commissariat des Nations unies pour les réfugiés). Il s'agit de la première fois que des athlètes réfugiés sont spécifiquement invités à participer aux Jeux paralympiques, à la suite de l'équipe d'athlètes réfugiés aux Jeux olympiques du mois d'août. L'équipe a pour drapeau le drapeau paralympique, et pour hymne l'hymne paralympique. Les frais des athlètes réfugiés sont pris en charge par le CIP. La délégation des athlètes indépendants ouvre la marche lors de la parade des athlètes durant la cérémonie d'ouverture des Jeux.

## Athlètes et résultats
L'équipe finale est composée de deux athlètes, et de trois officiels. Les athlètes sont :
| Athlète            | Pays d'origine | CNP hôte   | Discipline | Événement                                     |
| ------------------ | -------------- | ---------- | ---------- | --------------------------------------------- |
| Ibrahim al-Hussein | Syrie          | Grèce      | Natation   | 50 mètres et 100 mètres hommes, catégorie S10 |
| Shahrad Nasajpour  | Iran           | États-Unis | Athlétisme | Lancer de disque hommes, catégorie F37        |

### Athlétisme
Shahrad Nasajpour est un Iranien vivant aux États-Unis avec le statut de réfugié. À la demande de l'athlète, le Comité international paralympique n'a pas révélé de détails sur ses circonstances privées.

### Natation
Ibrahim al-Hussein est originaire de Syrie. En 2012, durant la guerre civile syrienne, il est touché par un tir de roquette pendant qu'il secourt un ami blessé, et perd une jambe. Il fuit le pays, et obtient l'asile en Grèce. Il porte la torche olympique durant le relai de celle-ci en Grèce en amont des Jeux olympiques d'été de 2016, qui précèdent les Jeux paralympiques,.